# Across the Footlights
Pour plus de détails, voir Fiche technique et Distribution.
Across the Footlights est un film muet américain réalisé par Burton L. King et sorti en 1915.

## Fiche technique
- Titre : Across the Footlights
- Réalisation : Burton L. King
- Scénario : Leonora Ainsworth
- Producteur : Carl Laemmle
- Société de production : Universal Film Manufacturing Company
- Société de distribution : Universal Film Manufacturing Company
- Pays d'origine :  États-Unis
- Langue : Anglais
- Format : Noir et blanc — 35 mm — 1,33:1 — Muet
- Genre : Film dramatique
- Durée :
- Dates de sortie : 
  - États-Unis : 13 juin 1915

## Distribution
- Adele Lane : Adele Laurence
- William C. Dowlan : Larry Moore
- Edward Sloman : Max Harris
- Lule Warrenton : la propriétaire